# 郭献瑞
郭献瑞（1912年11月—2012年12月28日），男，河南南乐人，中华人民共和国政治人物，曾任第二商业部、商业部副部长，北京市革命委员会副主任，北京市人民政府副市长。